# 산본신도시
산본신도시(山本新都市)는 경기도 군포시 산본동, 금정동 일대에 조성된 1기 신도시이다. 산본신도시가 개발된 배경은 1980년대 대한민국의 인구는 계속해서 늘어났지만, 그들이 거주하는 주택의 수는 턱없이 부족한 상황이었다. 특히 서울특별시의 인구는 포화상태에 이르렀고, 서울 내에서도 목동 신시가지나 상계동 지역을 개발하는 등 주택 건설에 들어갔으나 늘어나는 인구를 막을 수는 없었고, 주택 부족으로 부동산 가격이 치솟고 있었다. 이에 1988년 9월 13일 '주택 200만호 건설계획'을 발표하고 산본, 중동, 평촌 등에 대규모 택지개발을 발표, 산본신도시가 건설되었다.

## 개요
1988년 8월 시흥산본택지개발 추진계획이 수립되었고, 1989년 9월 택지개발계획이 승인되었다. 완공시까지 4만1천가구를 건설하여 16만4천여명을 수용하고, 당시 개발중이던 종속형신도시(상계지구)와 독립형신도시(과천)의 중간밀도의 개발밀도를 계획하였다. 소형임대주택부터 민간대형주택까지 다양한 주택형을 공급하여 인구계층이 정상분포를 이루도록 했다.
고유어 지명은 '산밑'이다.

## 도시계획
- 격자형과 환상방사선형의 중첩구조
  - 분지형 지형에 순응하고 중심지를 부각하며 다양한 도시환경을 조성하고자 중첩구조를 택하였다.
- 입지특성에 따른 주거환경과 생활권별 균형유지
  - 밀도 및 층고배분을 도심에서 외곽부로 점차 낮아지도록 계획하여, 지역순응형 스카이라인을 창출하고자 했다.
- 수준높은 도심으로 구성
  - 산본역을 중심으로 대형유통시설 및 위락시설 유치하되 산본역사와 일체된 동선구조 및 건축구조를 유지하고자 했다.
- 점, 선, 면을 묶는 공원녹지조성으로 자연환경과 인공환경의 통합
  - 각 지구마다 근린공원 배치, 중앙공원을 중심으로 공공편의시설을 균등배치하며 홍수를 대비한 조절지 기능을 갖도록 했다.[2]